# لاديبيش تونيزيان

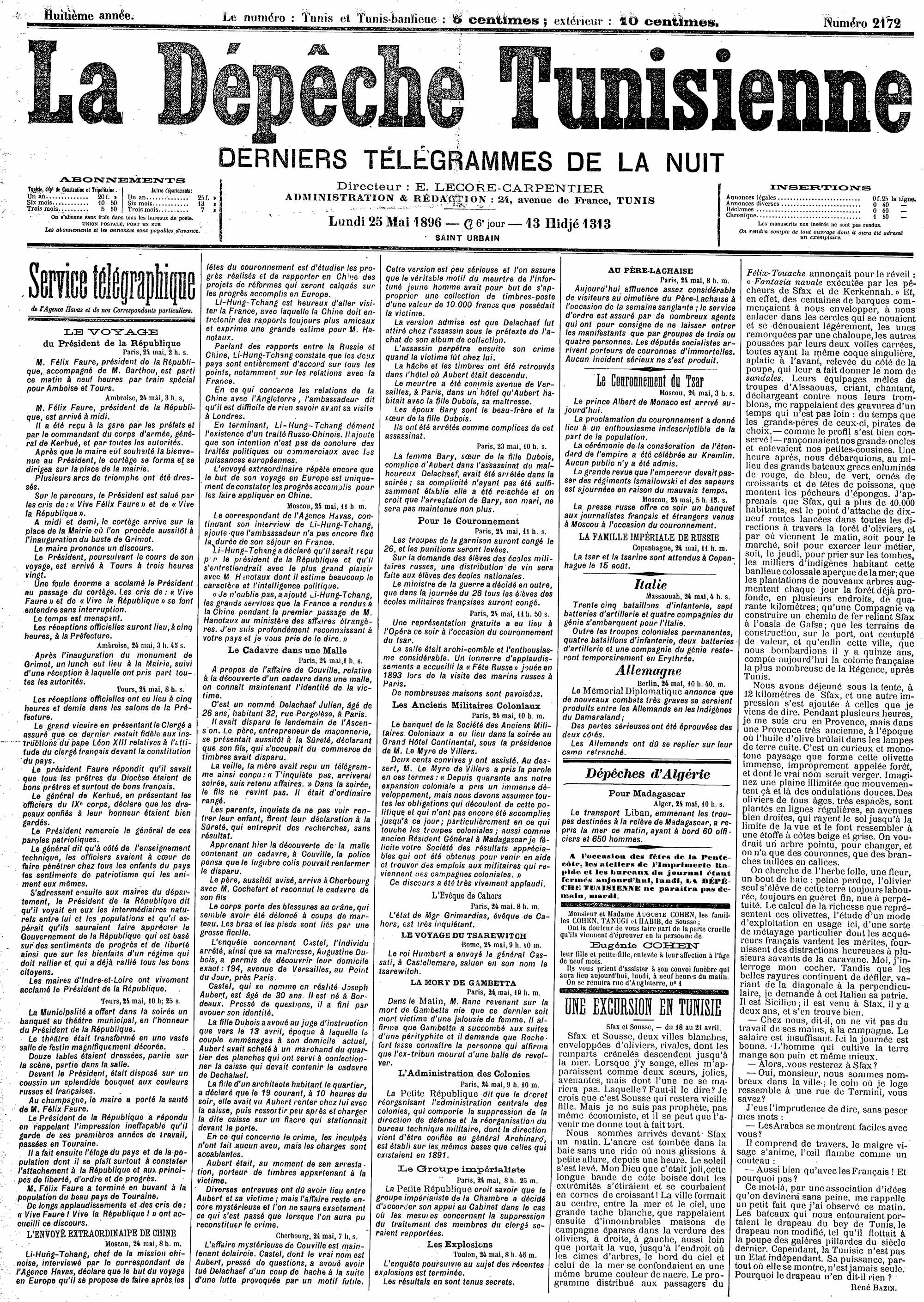
الصفحة الأولى من العدد 2172 من لاديبيش تونيزيان بتاريخ

لاديبيش تونيزيان (بالفرنسية: La Dépêche Tunisienne، أي البرقية التونسية)‏ صحيفة صدرت بتونس باللغة الفرنسية في عهد الحماية وكانت لسان حال الإقامة العامة بتونس، كانت الجالية الفرنسية بتونس تقبل على قراءة هذه الجريدة حتى أنها كانت تسحب في حدود 39 ألف نسخة قبل عام 1939. وقد واصلت صدورها بعد الاستقلال لتتوقف نهائيا عام 1961.

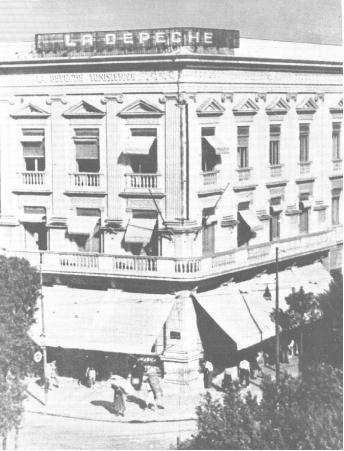
مقر الجريدة بمدينة تونس حوالي عام 1900